# Pedro Echagüe
Pedro Echagüe, escritor, poeta, docente, periodista, dramaturgo, fundador de tres periódicos argentinos, nacido en Buenos Aires el 8 de octubre de 1828. Fallecido en San Juan el 5 de julio de 1889.
Pasó su juventud en los campamentos de los ejércitos unitarios, en el exilio, proscripto. Fue hijo de Pedro Echagüe, exsargento mayor del Regimiento de la Estrella, y de doña Juana Arredondo de la Quintana.
Estudió en el "Colegio de Ciencias Morales" e inició cursos en la "Escuela de Medicina de Buenos Aires", donde sobresalía como alumno distinguido cuando, en 1839 a causa de la política rosista, debió emigrar. En Montevideo conoció a otros exiliados tan jóvenes como él y colaboró en las páginas de El Comercio del Plata y del ¡Muera Rosas!. Luego volvió a su patria para alistarse en el ejército unitario de Lavalle y tomó parte activa en la acción contra Juan Manuel de Rosas. Ganó grados militares y llegó a teniente primero en la "Legión Álvarez"; el general Mariano Acha le ascendió a capitán y después de la Batalla de Sancala a sargento mayor. Fue edecán y secretario privado de Lamadrid, quien le confió en repetidas oportunidades delicadas y peligrosas misiones. Cuando Lavalle cae asesinado, Pedro Echagüe es uno de los leales que con el cadáver a cuestas, marcha con sus compañeros interminables jornadas para salvarlo de la saña federal. Sus años de lucha y exilio quedaron documentados en los tres volúmenes que entre 1868 y 1871 publica en San Juan con el título de Apuntes de un proscripto, en los cuales narra las peripecias vividas en Bolivia, Chile y Perú. 
Cuando Rosas es derrocado, Echagüe regresa a la patria, y le nombran comisario de Policía. Jefe de Policía en la provincia de La Rioja hacia 1869, según lo estipula el censo de La Rioja de ese año. Regresará sin embargo a la carrera militar con motivo de los acontecimientos que llevan a la Batalla de Cepeda y junto a Mitre, en esas circunstancias funda en San Nicolás de los Arroyos, el diario El Litoral. Sigue en las filas hasta después de Pavón, pero su salud está resentida y abandona la milicia. Domingo F. Sarmiento, nombrado gobernador de San Juan (Argentina), le lleva a dicha provincia donde le designa inspector de escuelas y luego Jefe de detall en la guerra contra el Chacho Peñaloza. Ocasionalmente de paso por La Rioja, Echagüe funda allí un nuevo periódico: El Riojano y ocupa destacadas posiciones políticas. De regreso a San Juan contrae enlace con Epifanía de la Barrera y arraiga definitivamente en dicha provincia cuyana. Fue fundador del periódico sanjuanino El Zonda. Fue autor teatral, periodista, instructor general de la Policía (hoy sería intendente), inspector general de Escuelas y juez del Crimen en La Rioja.
Uno de sus hijos, Juan Pablo Echagüe, fue un destacado escritor argentino.

## Obras de Pedro Echagüe
- Apuntes de un proscrito, 1875.
- Mártires Argentinos, 1875.
- Amor y Virtud, San Juan, impr. El zonda, 1868.
- Dos Novelas regionales, El Ateneo, 1931. Hubo 4 ediciones.
- La Escala rota, Buenos Aires, Leonardo, 1965.
- Memorias y tradiciones, Buenos Aires, Vaccaro, 1922.
- La Chapanay, 1884.
- La Rinconada, cuyo primer título fue Elvira o el temple de una sanjuanina, San Juan, 1865?. Buenos Aires, Coni, 1924. UBA, 1931.
- Ecos postreros, tomo de poesías líricas, San Juan, 1877.

Varias obras teatrales, entre las cuales figuran:
- Primero es la patria.
- Rosas.
- Rosas y Urquiza en Palermo, UBA, 1925. Con notas de Juan Pablo Echagüe.
- Las Memorias de un coronel, drama de 3 actos, publicado en San Juan, 1868.
- Teatro, Buenos Aires, Vaccaro, 1922. Volumen que reúne las obras dramáticas de Pedro Echagüe: Rosas; Padre, hermano y tío; Un beso; De mal en peor; Primero es la patria; Memorias de un coronel; Los niños; Un cantar; Vivir para dormir; Diálogo entre la libertad y la anarquía; Amor y Virtud.